# Campeonato Sub-20 de la Concacaf de 2021
El Campeonato Sub-20 de la Concacaf de 2020 originalmente iba a ser la séptima edición del Campeonato Sub-20 de CONCACAF (28.ª edición si se incluyen todas las épocas), el campeonato internacional bienal de fútbol juvenil organizado por CONCACAF para las selecciones nacionales sub-20 del Norte. Región de Centroamérica y el Caribe. El torneo estaba originalmente programado para realizarse en Honduras entre el 20 de junio y el 5 de julio de 2020. Sin embargo, el 13 de mayo de 2020, CONCACAF anunció la decisión de posponer el torneo para 2021, debido a la pandemia de COVID-19.
El torneo final contaría con 20 equipos, usando el mismo formato que el Campeonato Sub-17 de CONCACAF 2019. Los cuatro mejores equipos del torneo se habrían clasificado para la Copa Mundial Sub-20 de la FIFA 2021 en Indonesia como representantes de CONCACAF. Sin embargo, la FIFA anunció el 17 de noviembre de 2020 que se cancelaría esta edición del Mundial. Tras este anuncio, CONCACAF decidió el 4 de enero de 2021 que el Campeonato Sub-20 de CONCACAF 2020, que sirvió como clasificatorio regional, sería cancelado.

## Sistema de clasificación
Los equipos se dividieron en dos zonas:
La etapa inicial constaba de los 17 equipos con la clasificación más baja, basados en el ranking sub-20 masculino de Concacaf, los cuales fueron divididos en 3 grupos de 4 equipos y 1 grupo de 5 equipos. Al finalizar esta fase, el ganador de cada grupo avanzaba a la fase eliminatoria de la competencia final.
El campeonato final comenzaba con una fase de grupos, en la que los 16 equipos participantes mejor clasificados, basados en el ranking sub-20 masculino de Concacaf, dividiéndose en 4 grupos de 4 equipos. Los 3 mejores equipos de cada uno de estos grupos se unirían a los 4 ganadores de la etapa inicial para iniciar la fase eliminatoria.
La fase eliminatoria de la competencia se jugaba a partido único. Los semifinalistas clasificaban a la Copa Mundial de Fútbol Sub-20 de 2021, que se jugaría en Indonesia.

## Sorteo
El sorteo de la ronda se realizó el 20 de noviembre de 2019 a las 11:00 (UTC -5) en la sede de Concacaf, ubicada en Miami. Los 17 equipos fueron sorteados a tres grupos de cuatro equipos y un grupo de cinco equipos.

### Ronda preliminar
| Bombo 1                                         | Bombo 2                              | Bombo 3                                                   | Bombo 4                                                               |
| ----------------------------------------------- | ------------------------------------ | --------------------------------------------------------- | --------------------------------------------------------------------- |
| Bermudas Curazao República Dominicana Nicaragua | Guadalupe Guyana Granada Puerto Rico | Belice Islas Caimán Dominica San Vicente y las Granadinas | Anguila Barbados Montserrat San Martín Islas Vírgenes Estadounidenses |

### Ronda final
| Bombo 1                               | Bombo 2                           | Bombo 3                                    | Bombo 4                                                |
| ------------------------------------- | --------------------------------- | ------------------------------------------ | ------------------------------------------------------ |
| Estados Unidos México Panamá Honduras | Cuba Costa Rica El Salvador Haití | Canadá Guatemala Jamaica Trinidad y Tobago | Antigua y Barbuda Aruba San Cristóbal y Nieves Surinam |

## Ronda preliminar

### Grupo A
| Pos. | Equipo                               | Pts. | PJ | G | E | P | GF | GC | Dif. | Clasificación |
| ---- | ------------------------------------ | ---- | -- | - | - | - | -- | -- | ---- | ------------- |
| 1    | Nicaragua (H)                        | 12   | 4  | 4 | 0 | 0 | 15 | 0  | +15  | Fase Final    |
| 2    | Guyana                               | 9    | 4  | 3 | 0 | 1 | 11 | 1  | +10  |               |
| 3    | Islas Vírgenes de los Estados Unidos | 4    | 4  | 1 | 1 | 2 | 4  | 13 | −9   |               |
| 4    | San Vicente y las Granadinas         | 3    | 4  | 1 | 0 | 3 | 7  | 9  | −2   |               |
| 5    | Montserrat                           | 1    | 4  | 0 | 1 | 3 | 2  | 16 | −14  |               |

 Fuente: CONCACAF
| 15 de febrero de 2020 | Guyana                                                           | 6:0 (2:0) | Montserrat | Estadio Nacional de Fútbol de Nicaragua, Managua, Nicaragua |                                     |
| 16:30hs UTC-06:00     | - Glasgow 31' - George 36' - McArthur 49', 78', 84' - Bayley 87' | Reporte   |            | Árbitro(s): Bryan Lopez Castellanos                         | Árbitro(s): Bryan Lopez Castellanos |

| 15 de febrero de 2020 | Nicaragua                                                                  | 8:0 (2:0) | Islas Vírgenes de los Estados Unidos | Estadio Nacional de Fútbol de Nicaragua, Managua, Nicaragua |                              |
| 19:30hs UTC-06:00     | - Ugalde 10', 17' - Centeno 54', 64', 72' - Castillo 68', 90+2' - Cano 80' | Reporte   |                                      | Árbitro(s): Okeito Nicholson                                | Árbitro(s): Okeito Nicholson |

| 17 de febrero de 2020 | San Vicente y las Granadinas | 0:3 (0:1) | Guyana                           | Estadio Nacional de Fútbol de Nicaragua, Managua, Nicaragua |                               |
| 16:30hs UTC-06:00     |                              | Reporte   | - 35', 47' Simpson - 68' Glasgow | Árbitro(s): Randy Encarnacion                               | Árbitro(s): Randy Encarnacion |

| 17 de febrero de 2020 | Nicaragua                           | 4:0 (3:0) | Montserrat | Estadio Nacional de Fútbol de Nicaragua, Managua, Nicaragua |                                            |
| 19:30hs UTC-06:00     | - Medina 4', 31' - Centeno 18', 52' | Reporte   |            | Árbitro(s): Selvin Antonio Brown Chavarria                  | Árbitro(s): Selvin Antonio Brown Chavarria |

| 19 de febrero de 2020 | Islas Vírgenes de los Estados Unidos | 1:1 (1:0) | Montserrat    | Estadio Nacional de Fútbol de Nicaragua, Managua, Nicaragua |                              |
| 16:30hs UTC-06:00     | - William 45+2'                      | Reporte   | - 53' Duberry | Árbitro(s): Okeito Nicholson                                | Árbitro(s): Okeito Nicholson |

| 19 de febrero de 2020 | San Vicente y las Granadinas | 0:2 (0:1) | Nicaragua                          | Estadio Nacional de Fútbol de Nicaragua, Managua, Nicaragua |                            |
| 19:30hs UTC-06:00     |                              | Reporte   | - 35' (pen.) Medina - 89' Castillo | Árbitro(s): Oliver Vergara                                  | Árbitro(s): Oliver Vergara |

| 21 de febrero de 2020 | Montserrat    | 1:5 (1:2) | San Vicente y las Granadinas                                          | Estadio Nacional de Fútbol de Nicaragua, Managua, Nicaragua |                                     |
| 16:30hs UTC-06:00     | - Duberry 39' | Reporte   | - 3' (a.g.), 54' (a.g.) Daley - 11' Medica - 47' Quashie - 66' Pompey | Árbitro(s): Bryan Lopez Castellanos                         | Árbitro(s): Bryan Lopez Castellanos |

| 21 de febrero de 2020 | Islas Vírgenes de los Estados Unidos | 0:2 (0:0) | Guyana                              | Estadio Nacional de Fútbol de Nicaragua, Managua, Nicaragua |                                            |
| 19:30hs UTC-06:00     |                                      | Reporte   | - 54' Glasgow - 59' (pen.) McArthur | Árbitro(s): Selvin Antonio Brown Chavarria                  | Árbitro(s): Selvin Antonio Brown Chavarria |

| 23 de febrero de 2020 | San Vicente y las Granadinas | 2:3 (1:1) | Islas Vírgenes de los Estados Unidos                | Estadio Nacional de Fútbol de Nicaragua, Managua, Nicaragua |                               |
| 16:30hs UTC-06:00     | - Williams 8' - Dopwell 54'  | Reporte   | - 40' Francis - 74' St. Louis - 84' (a.g.) Williams | Árbitro(s): Randy Encarnacion                               | Árbitro(s): Randy Encarnacion |

| 23 de febrero de 2020 | Nicaragua    | 1:0 (0:0) | Guyana | Estadio Nacional de Fútbol de Nicaragua, Managua, Nicaragua |                            |
| 19:30hs UTC-06:00     | - Ugalde 49' | Reporte   |        | Árbitro(s): Oliver Vergara                                  | Árbitro(s): Oliver Vergara |

### Grupo B
| Pos. | Equipo                   | Pts. | PJ | G | E | P | GF | GC | Dif. | Clasificación |
| ---- | ------------------------ | ---- | -- | - | - | - | -- | -- | ---- | ------------- |
| 1    | República Dominicana (H) | 9    | 3  | 3 | 0 | 0 | 9  | 0  | +9   | Fase Final    |
| 2    | Granada                  | 6    | 3  | 2 | 0 | 1 | 10 | 2  | +8   |               |
| 3    | Dominica                 | 3    | 3  | 1 | 0 | 2 | 5  | 6  | −1   |               |
| 4    | Anguila                  | 0    | 3  | 0 | 0 | 3 | 1  | 17 | −16  |               |

 Fuente: CONCACAF
| 19 de febrero de 2020 | Granada                                     | 3:1 (2:1) | Dominica       | Complejo Deportivo de Bayaguana, Monte Plata, República Dominicana |                                    |
| 14:00hs UTC−04:00     | - Clyne 13' - Maitland 42' - Richardson 87' | Reporte   | - 37' Lockhart | Árbitro(s): Luis Enrique Santander                                 | Árbitro(s): Luis Enrique Santander |

| 19 de febrero de 2020 | República Dominicana                                                      | 6:0 (4:0) | Anguila | Complejo Deportivo de Bayaguana, Monte Plata, República Dominicana |                                |
| 16:00hs UTC−04:00     | - Rodríguez 20', 35' - Rosas 29', 45+2' (pen.) - Valdéz 64' - Sánchez 79' | Reporte   |         | Árbitro(s): José Torres Rivera                                     | Árbitro(s): José Torres Rivera |

| 21 de febrero de 2020 | Anguila | 0:7 (0:2) | Granada                                                                                     | Complejo Deportivo de Bayaguana, Monte Plata, República Dominicana |                                 |
| 14:00hs UTC−04:00     |         | Reporte   | - 40', 59' Ettienne - 42' Clyne - 52' James - 65' Gibbs - 81' (pen.) Maitland - 84' Charles | Árbitro(s): Sergio Reyna Möller                                    | Árbitro(s): Sergio Reyna Möller |

| 21 de febrero de 2020 | Dominica | 0:2 (0:0) | República Dominicana | Complejo Deportivo de Bayaguana, Monte Plata, República Dominicana |                                  |
| 16:00hs UTC−04:00     |          | Reporte   | - 52', 90' Báez      | Árbitro(s): Edgar Alonso Ramírez                                   | Árbitro(s): Edgar Alonso Ramírez |

| 23 de febrero de 2020 | Dominica                          | 4:1 (2:1) | Anguila        | Complejo Deportivo de Bayaguana, Monte Plata, República Dominicana |                                |
| 14:00hs UTC−04:00     | - Laville 2', 79' - Paul 12', 72' | Reporte   | - 29' Bradshaw | Árbitro(s): José Torres Rivera                                     | Árbitro(s): José Torres Rivera |

| 23 de febrero de 2020 | República Dominicana | 1:0 (0:0) | Granada | Complejo Deportivo de Bayaguana, Monte Plata, República Dominicana |                                    |
| 16:00hs UTC−04:00     | - Made 82'           | Reporte   |         | Árbitro(s): Luis Enrique Santander                                 | Árbitro(s): Luis Enrique Santander |

### Grupo C
| Pos. | Equipo       | Pts. | PJ | G | E | P | GF | GC | Dif. | Clasificación |
| ---- | ------------ | ---- | -- | - | - | - | -- | -- | ---- | ------------- |
| 1    | Guadalupe    | 9    | 3  | 3 | 0 | 0 | 11 | 1  | +10  | Fase Final    |
| 2    | Curazao (H)  | 6    | 3  | 2 | 0 | 1 | 7  | 2  | +5   |               |
| 3    | Belice       | 3    | 3  | 1 | 0 | 2 | 5  | 8  | −3   |               |
| 4    | Saint-Martin | 0    | 3  | 0 | 0 | 3 | 1  | 13 | −12  |               |

 Fuente: CONCACAF
| 18 de febrero de 2020 | Guadalupe                                                                        | 6:0 (4:0) | Belice | Estadio Ergilio Hato, Willemstad, Curazao |                                         |
|                       | - Bourgeois 18' - Janky 33' - Lorquin 38' - Casimir 42' - Kissy 57' - Lunion 78' | Reporte   |        | Árbitro(s): José Antonio Kellys Marquez   | Árbitro(s): José Antonio Kellys Marquez |

| 18 de febrero de 2020 | Curazao                                             | 5:0 (4:0) | Saint-Martin | Estadio Ergilio Hato, Willemstad, Curazao |                                 |
|                       | - Zimmerman 2', 4', 8' - Noslin 13' - Caciano 90+2' | Reporte   |              | Árbitro(s): Pierre-Luc Lauziere           | Árbitro(s): Pierre-Luc Lauziere |

| 20 de febrero de 2020 | Saint-Martin  | 1:4 (1:2) | Guadalupe                                    | Estadio Ergilio Hato, Willemstad, Curazao |                             |
|                       | - Edwards 41' | Reporte   | - 29', 45' Casimir - 86' Janky - 90' Pezeron | Árbitro(s): Sherwin Johnson               | Árbitro(s): Sherwin Johnson |

| 20 de febrero de 2020 | Belice       | 1:2 (0:1) | Curazao            | Estadio Ergilio Hato, Willemstad, Curazao |                              |
|                       | - August 54' | Reporte   | - 36', 85' Vrutaal | Árbitro(s): Ricangel de Leça              | Árbitro(s): Ricangel de Leça |

| 22 de febrero de 2020 | Belice                                           | 4:0 (1:0) | Saint-Martin | Estadio Ergilio Hato, Willemstad, Curazao |                                         |
|                       | - Galvez 21' - Zelaya 68' - August 76' - Pou 90' | Reporte   |              | Árbitro(s): José Antonio Kellys Marquez   | Árbitro(s): José Antonio Kellys Marquez |

| 22 de febrero de 2020 | Curazao | 0:1 (0:0) | Guadalupe       | Estadio Ergilio Hato, Willemstad, Curazao |                                 |
|                       |         | Reporte   | - 58' Montantin | Árbitro(s): Pierre-Luc Lauziere           | Árbitro(s): Pierre-Luc Lauziere |

### Grupo D
| Pos. | Equipo          | Pts. | PJ | G | E | P | GF | GC | Dif. | Clasificación |
| ---- | --------------- | ---- | -- | - | - | - | -- | -- | ---- | ------------- |
| 1    | Barbados        | 9    | 3  | 3 | 0 | 0 | 10 | 2  | +8   | Fase Final    |
| 2    | Puerto Rico (H) | 4    | 3  | 1 | 1 | 1 | 6  | 8  | −2   |               |
| 3    | Islas Caimán    | 3    | 3  | 1 | 0 | 2 | 4  | 8  | −4   |               |
| 4    | Bermudas        | 1    | 3  | 0 | 1 | 2 | 5  | 7  | −2   |               |

 Fuente: CONCACAF
| 19 de febrero de 2020 | Bermudas        | 2:3 (1:1) | Barbados                       | Estadio Juan Ramón Loubriel, Bayamón, Puerto Rico |                                        |
| 16:30hs UTC−04:00     | - Swan 23', 73' | Reporte   | - 34' Griffith - 69', 87' Gale | Árbitro(s): Héctor Rodríguez Hernández            | Árbitro(s): Héctor Rodríguez Hernández |

| 19 de febrero de 2020 | Puerto Rico                                | 4:2 (1:0) | Islas Caimán       | Estadio Juan Ramón Loubriel, Bayamón, Puerto Rico |                          |
| 19:30hs UTC−04:00     | - Díaz 29', 90+2' - Rabell 69' - Mateo 86' | Reporte   | - 66', 90+3' Smith | Árbitro(s): Nima Saghafi                          | Árbitro(s): Nima Saghafi |

| 21 de febrero de 2020 | Islas Caimán               | 2:1 (0:1) | Bermudas   | Estadio Juan Ramón Loubriel, Bayamón, Puerto Rico |                           |
| 16:30hs UTC−04:00     | - Conolly 53' - Rowe 90+3' | Reporte   | - 45' Swan | Árbitro(s): Oshane Nation                         | Árbitro(s): Oshane Nation |

| 21 de febrero de 2020 | Barbados                                                | 4:0 (3:0) | Puerto Rico | Estadio Juan Ramón Loubriel, Bayamón, Puerto Rico |                             |
| 19:30hs UTC−04:00     | - Gale 5' - Belle 10' - Griffith 31' - Reid-Stephen 68' | Reporte   |             | Árbitro(s): Tristley Bassue                       | Árbitro(s): Tristley Bassue |

| 23 de febrero de 2020 | Barbados                                | 3:0 (0:0) | Islas Caimán | Estadio Juan Ramón Loubriel, Bayamón, Puerto Rico |                             |
| 16:30hs UTC−04:00     | - Reid-Stephen 60' - Greenidge 84', 85' | Reporte   |              | Árbitro(s): Tristley Bassue                       | Árbitro(s): Tristley Bassue |

| 23 de febrero de 2020 | Puerto Rico     | 2:2 (2:1) | Bermudas                     | Estadio Juan Ramón Loubriel, Bayamón, Puerto Rico |                          |
| 19:30hs UTC−04:00     | - Mateo 4', 29' | Reporte   | - 43' (pen.) Swan - 67' Dill | Árbitro(s): Nima Saghafi                          | Árbitro(s): Nima Saghafi |

## Ronda de clasificación

### Grupo E
| Pos. | Equipo                 | Pts. | PJ | G | E | P | GF | GC | Dif. | Clasificación |
| ---- | ---------------------- | ---- | -- | - | - | - | -- | -- | ---- | ------------- |
| 1    | Estados Unidos         | 0    | 0  | 0 | 0 | 0 | 0  | 0  | 0    | Fase Final    |
| 2    | Costa Rica             | 0    | 0  | 0 | 0 | 0 | 0  | 0  | 0    | Fase Final    |
| 3    | Jamaica                | 0    | 0  | 0 | 0 | 0 | 0  | 0  | 0    | Fase Final    |
| 4    | San Cristóbal y Nieves | 0    | 0  | 0 | 0 | 0 | 0  | 0  | 0    |               |

 Fuente: CONCACAF
|  | Estados Unidos | Cancelado | San Cristóbal y Nieves | Estadio Francisco Morazán, San Pedro Sula, Honduras |  |
|  |                |           |                        | Árbitro(s): [[]]                                    |  |

|  | Costa Rica | Cancelado | Jamaica | Estadio Francisco Morazán, San Pedro Sula, Honduras |  |
|  |            |           |         | Árbitro(s): [[]]                                    |  |

|  | Estados Unidos | Cancelado | Jamaica | Estadio Francisco Morazán, San Pedro Sula, Honduras |  |
|  |                |           |         | Árbitro(s): [[]]                                    |  |

|  | Costa Rica | Cancelado | San Cristóbal y Nieves | Estadio Francisco Morazán, San Pedro Sula, Honduras |  |
|  |            |           |                        | Árbitro(s): [[]]                                    |  |

|  | Jamaica | Cancelado | San Cristóbal y Nieves | Estadio Francisco Morazán, San Pedro Sula, Honduras |  |
|  |         |           |                        | Árbitro(s): [[]]                                    |  |

|  | Costa Rica | Cancelado | Estados Unidos | Estadio Francisco Morazán, San Pedro Sula, Honduras |  |
|  |            |           |                | Árbitro(s): [[]]                                    |  |

### Grupo F
| Pos. | Equipo      | Pts. | PJ | G | E | P | GF | GC | Dif. | Clasificación |
| ---- | ----------- | ---- | -- | - | - | - | -- | -- | ---- | ------------- |
| 1    | México      | 0    | 0  | 0 | 0 | 0 | 0  | 0  | 0    | Fase Final    |
| 2    | El Salvador | 0    | 0  | 0 | 0 | 0 | 0  | 0  | 0    | Fase Final    |
| 3    | Canadá      | 0    | 0  | 0 | 0 | 0 | 0  | 0  | 0    | Fase Final    |
| 4    | Aruba       | 0    | 0  | 0 | 0 | 0 | 0  | 0  | 0    |               |

 Fuente: CONCACAF
|  | El Salvador | Cancelado | Canadá | Estadio Olímpico Metropolitano, San Pedro Sula, Honduras |  |
|  |             |           |        | Árbitro(s): [[]]                                         |  |

|  | México | Cancelado | Aruba | Estadio Olímpico Metropolitano, San Pedro Sula, Honduras |  |
|  |        |           |       | Árbitro(s): [[]]                                         |  |

|  | El Salvador | Cancelado | Aruba | Estadio Olímpico Metropolitano, San Pedro Sula, Honduras |  |
|  |             |           |       | Árbitro(s): [[]]                                         |  |

|  | México | Cancelado | Canadá | Estadio Olímpico Metropolitano, San Pedro Sula, Honduras |  |
|  |        |           |        | Árbitro(s): [[]]                                         |  |

|  | Canadá | Cancelado | Aruba | Estadio Olímpico Metropolitano, San Pedro Sula, Honduras |  |
|  |        |           |       | Árbitro(s): [[]]                                         |  |

|  | El Salvador | Cancelado | México | Estadio Olímpico Metropolitano, San Pedro Sula, Honduras |  |
|  |             |           |        | Árbitro(s): [[]]                                         |  |

### Grupo G
| Pos. | Equipo            | Pts. | PJ | G | E | P | GF | GC | Dif. | Clasificación |
| ---- | ----------------- | ---- | -- | - | - | - | -- | -- | ---- | ------------- |
| 1    | Panamá            | 0    | 0  | 0 | 0 | 0 | 0  | 0  | 0    | Fase Final    |
| 2    | Haití             | 0    | 0  | 0 | 0 | 0 | 0  | 0  | 0    | Fase Final    |
| 3    | Trinidad y Tobago | 0    | 0  | 0 | 0 | 0 | 0  | 0  | 0    | Fase Final    |
| 4    | Surinam           | 0    | 0  | 0 | 0 | 0 | 0  | 0  | 0    |               |

 Fuente: CONCACAF
|  | Panamá | Cancelado | Surinam | Estadio Francisco Morazán, San Pedro Sula, Honduras |  |
|  |        |           |         | Árbitro(s): [[]]                                    |  |

|  | Haití | Cancelado | Trinidad y Tobago | Estadio Francisco Morazán, San Pedro Sula, Honduras |  |
|  |       |           |                   | Árbitro(s): [[]]                                    |  |

|  | Panamá | Cancelado | Trinidad y Tobago | Estadio Francisco Morazán, San Pedro Sula, Honduras |  |
|  |        |           |                   | Árbitro(s): [[]]                                    |  |

|  | Haití | Cancelado | Surinam | Estadio Francisco Morazán, San Pedro Sula, Honduras |  |
|  |       |           |         | Árbitro(s): [[]]                                    |  |

|  | Trinidad y Tobago | Cancelado | Surinam | Estadio Francisco Morazán, San Pedro Sula, Honduras |  |
|  |                   |           |         | Árbitro(s): [[]]                                    |  |

|  | Panamá | Cancelado | Haití | Estadio Francisco Morazán, San Pedro Sula, Honduras |  |
|  |        |           |       | Árbitro(s): [[]]                                    |  |

### Grupo H
| Pos. | Equipo            | Pts. | PJ | G | E | P | GF | GC | Dif. | Clasificación |
| ---- | ----------------- | ---- | -- | - | - | - | -- | -- | ---- | ------------- |
| 1    | Honduras          | 0    | 0  | 0 | 0 | 0 | 0  | 0  | 0    | Fase Final    |
| 2    | Cuba              | 0    | 0  | 0 | 0 | 0 | 0  | 0  | 0    | Fase Final    |
| 3    | Guatemala         | 0    | 0  | 0 | 0 | 0 | 0  | 0  | 0    | Fase Final    |
| 4    | Antigua y Barbuda | 0    | 0  | 0 | 0 | 0 | 0  | 0  | 0    |               |

 Fuente: CONCACAF
|  | Cuba | Cancelado | Guatemala | Estadio Olímpico Metropolitano, San Pedro Sula, Honduras |  |
|  |      |           |           | Árbitro(s): [[]]                                         |  |

|  | Honduras | Cancelado | Antigua y Barbuda | Estadio Olímpico Metropolitano, San Pedro Sula, Honduras |  |
|  |          |           |                   | Árbitro(s): [[]]                                         |  |

|  | Cuba | Cancelado | Antigua y Barbuda | Estadio Olímpico Metropolitano, San Pedro Sula, Honduras |  |
|  |      |           |                   | Árbitro(s): [[]]                                         |  |

|  | Guatemala | Cancelado | Honduras | Estadio Olímpico Metropolitano, San Pedro Sula, Honduras |  |
|  |           |           |          | Árbitro(s): [[]]                                         |  |

|  | Antigua y Barbuda | Cancelado | Guatemala | Estadio Olímpico Metropolitano, San Pedro Sula, Honduras |  |
|  |                   |           |           | Árbitro(s): [[]]                                         |  |

|  | Honduras | Cancelado | Cuba | Estadio Olímpico Metropolitano, San Pedro Sula, Honduras |  |
|  |          |           |      | Árbitro(s): [[]]                                         |  |

## Fase final
|  | Octavos de final     | Octavos de final |              |  | Cuartos de final | Cuartos de final |  |  | Semifinales  | Semifinales  |              |  | Final        | Final |  |
|  | fecha                | fecha            |              |  | fecha            | fecha            |  |  | fecha        | fecha        |              |  | fecha        | fecha |  |
|  |                      |                  |              |  |                  |                  |  |  |              |              |              |  |              |       |  |
|  |                      |                  |              |  |                  |                  |  |  |              |              |              |  |              |       |  |
|  | 1E                   |                  |              |  |                  |                  |  |  |              |              |              |  |              |       |  |
|  |                      |                  |              |  |                  |                  |  |  |              |              |              |  |              |       |  |
|  | Barbados             |                  |              |  |                  |                  |  |  |              |              |              |  |              |       |  |
|  |                      | Bandera de ?     |              |  |                  |                  |  |  |              |              |              |  |              |       |  |
|  |                      |                  |              |  |                  |                  |  |  |              |              |              |  |              |       |  |
|  |                      |                  | Bandera de ? |  |                  |                  |  |  |              |              |              |  |              |       |  |
|  | 2G                   |                  |              |  |                  |                  |  |  |              |              |              |  |              |       |  |
|  |                      |                  |              |  |                  |                  |  |  |              |              |              |  |              |       |  |
|  | 3E                   |                  |              |  |                  |                  |  |  |              |              |              |  |              |       |  |
|  |                      |                  |              |  |                  | Bandera de ?     |  |  |              |              |              |  |              |       |  |
|  |                      |                  |              |  |                  |                  |  |  |              |              |              |  |              |       |  |
|  |                      |                  | Bandera de ? |  |                  |                  |  |  |              |              |              |  |              |       |  |
|  | 1G                   |                  |              |  |                  |                  |  |  |              |              |              |  |              |       |  |
|  |                      |                  |              |  |                  |                  |  |  |              |              |              |  |              |       |  |
|  | República Dominicana |                  |              |  |                  |                  |  |  |              |              |              |  |              |       |  |
|  |                      | Bandera de ?     |              |  |                  |                  |  |  |              |              |              |  |              |       |  |
|  |                      |                  |              |  |                  |                  |  |  |              |              |              |  |              |       |  |
|  |                      |                  | Bandera de ? |  |                  |                  |  |  |              |              |              |  |              |       |  |
|  | 2E                   |                  |              |  |                  |                  |  |  |              |              |              |  |              |       |  |
|  |                      |                  |              |  |                  |                  |  |  |              |              |              |  |              |       |  |
|  | 3G                   |                  |              |  |                  |                  |  |  |              |              |              |  |              |       |  |
|  |                      |                  |              |  |                  |                  |  |  |              | Bandera de ? |              |  |              |       |  |
|  |                      |                  |              |  |                  |                  |  |  |              |              |              |  |              |       |  |
|  |                      |                  | Bandera de ? |  |                  |                  |  |  |              |              |              |  |              |       |  |
|  | 1F                   |                  |              |  |                  |                  |  |  |              |              |              |  |              |       |  |
|  |                      |                  |              |  |                  |                  |  |  |              |              |              |  |              |       |  |
|  | Guadalupe            |                  |              |  |                  |                  |  |  |              |              |              |  |              |       |  |
|  |                      | Bandera de ?     |              |  |                  |                  |  |  |              |              |              |  |              |       |  |
|  |                      |                  |              |  |                  |                  |  |  |              |              |              |  |              |       |  |
|  |                      |                  | Bandera de ? |  |                  |                  |  |  |              |              |              |  |              |       |  |
|  | 2H                   |                  |              |  |                  |                  |  |  |              |              |              |  |              |       |  |
|  |                      |                  |              |  |                  |                  |  |  |              |              |              |  |              |       |  |
|  | 3F                   |                  |              |  |                  |                  |  |  |              |              |              |  |              |       |  |
|  |                      |                  |              |  |                  | Bandera de ?     |  |  |              |              |              |  |              |       |  |
|  |                      |                  |              |  |                  |                  |  |  |              |              |              |  |              |       |  |
|  |                      |                  | Bandera de ? |  |                  |                  |  |  |              |              |              |  |              |       |  |
|  | 1H                   |                  |              |  |                  |                  |  |  |              |              |              |  |              |       |  |
|  |                      |                  |              |  |                  |                  |  |  |              |              |              |  |              |       |  |
|  | Nicaragua            |                  |              |  |                  |                  |  |  |              |              |              |  |              |       |  |
|  |                      | Bandera de ?     |              |  |                  |                  |  |  |              | Tercer lugar | Tercer lugar |  |              |       |  |
|  |                      |                  |              |  |                  |                  |  |  |              | Tercer lugar | Tercer lugar |  |              |       |  |
|  |                      |                  | Bandera de ? |  |                  |                  |  |  |              |              |              |  |              |       |  |
|  | 2F                   |                  |              |  |                  |                  |  |  | Bandera de ? |              |              |  |              |       |  |
|  | 2F                   |                  |              |  |                  |                  |  |  |              |              |              |  |              |       |  |
|  | 3H                   |                  |              |  |                  |                  |  |  |              |              |              |  | Bandera de ? |       |  |
|  | 3H                   |                  |              |  |                  |                  |  |  |              |              |              |  | Bandera de ? |       |  |
|  |                      |                  |              |  |                  |                  |  |  |              |              |              |  |              |       |  |